# Тавискарон (спутник)
Тависка́рон (88611 Teharonhiawako I Sawiskera) — спутник транснептунового объекта (88611) Таронхайавагон.

## История открытия
Тавискарон открыт в ночь с 11 на 12 октября 2001 года в обсерватории Лас-Кампанас астрономами Д. Осипом и С. Бурлем.
Тавискарон (могаук. Sawiskera, гурон. Tawis-karong, Tawiscara) в мифологии ирокезов — злой брат-близнец Таронхайавагона (у гуронов — Иоскехи).

## Орбита
Тавискерон обращается на расстоянии 27,3 тыс. км от основного тела.

## Физические характеристики
Его диаметр равен 122±14 км, то есть составляет примерно 2/3 размера основного тела.